# Sebeș (okręg Braszów)
Sebeș – wieś w Rumunii, w okręgu Braszów, w gminie Hârseni. W 2011 roku liczyła 607 mieszkańców.